# Caillette (pâté)
Pour l’article homonyme, voir Caillette.
La caillette est une préparation culinaire, issue de la tradition de cochonnaille ardéchoise, cévenole, drômoise, comtadine et varoise ; les agriculteurs de ces régions en faisaient déjà au XVIe siècle. La ville drômoise de Chabeuil, où siège depuis 1967 la Confrérie des chevaliers du Taste-Caillette, en est la capitale. L'origine de la caillette reste floue, deux départements sont en rivalité en ce qui concerne sa paternité : l’Ardèche et la Drôme. 

## Préparation
Historiquement préparée dans les fermes, lors de la tuaille du cochon, la recette de la caillette est variable d’une famille à une autre. Les ingrédients incontournables de cette boulette sont : la viande de porc grasse et maigre (selon les recettes : viande, lard, foie, saindoux), les blettes ou épinards, ou salades (scarole ou frisée), les aromates (sel, poivre en grains moulu, épices). Certaines recettes incluent des œufs, des condiments (ail) et autres ajouts divers (alcools, noix, châtaignes). Une fois ces ingrédients hachés à la moulinette, la caillette est moulée manuellement et recouverte de crépine.

## Dégustation
Une fois cuite au four, la caillette se mange froide ou chaude. On peut la déguster en entrée, avec d'autres charcuteries, ou en plat principal. On l'accompagne au choix de salade, si elle est servie froide, ou de pommes de terre cuites à la vapeur.

## Galerie

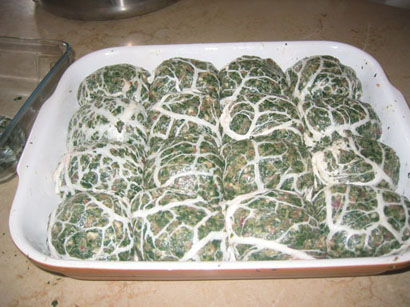
Caillettes prêtes à être enfournées.
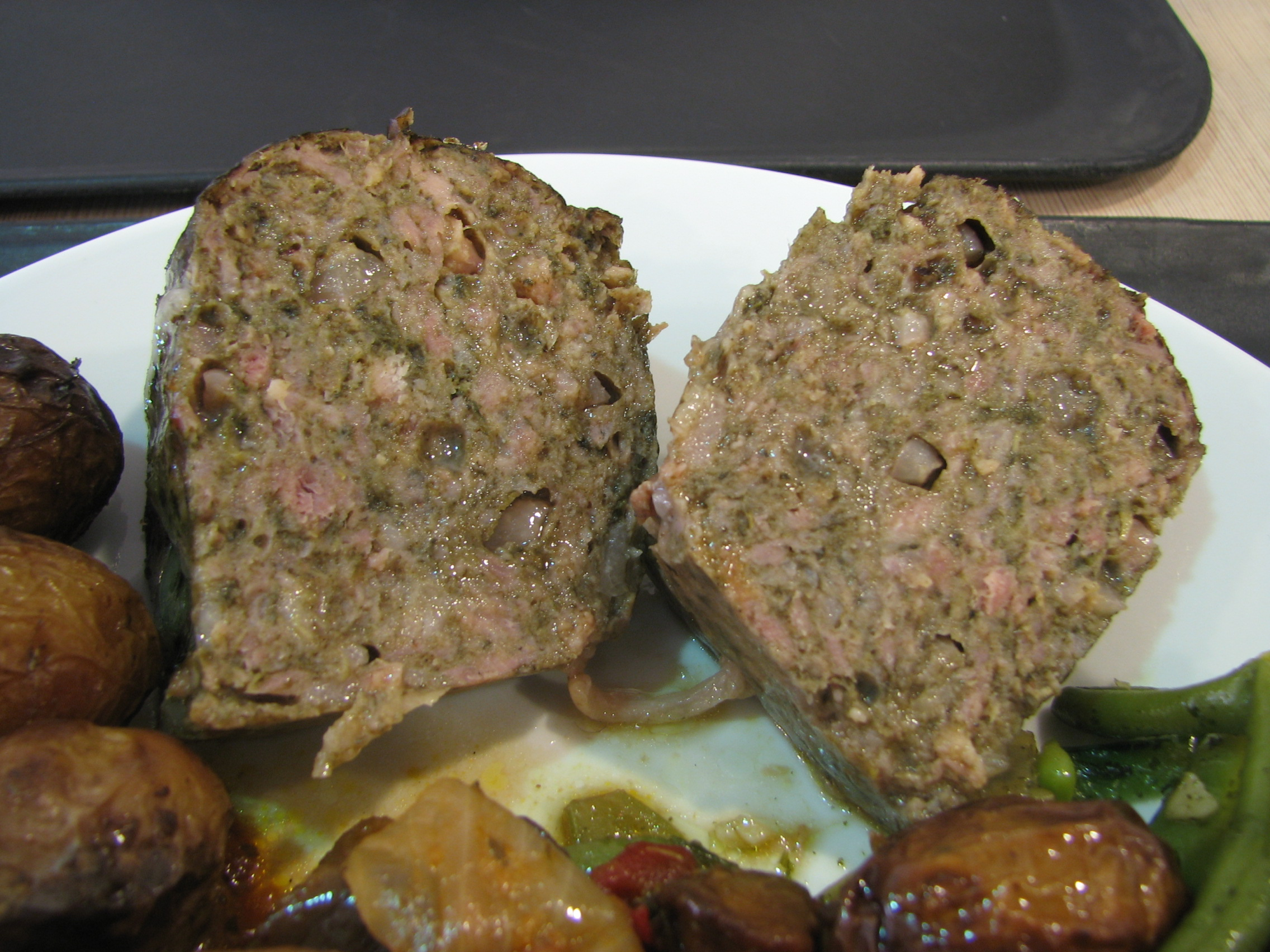
Caillette et pommes de terre.